# 송승민 (가수)
송승민(1994년 4월 19일 ~)은 대한민국의 가수다. 과거 송래퍼라는 예명을 썼으며, 2013년 스나이퍼사운드 싱글 앨범 [Not In Stock]으로 데뷔했다.

## 방송
- 쇼미더머니1 (2012) - Top16

## 공연
- 힛 더 잭팟 콘서트 (2014)